# Grusonwerk
Grusonwerk — немецкая компания, основанная Германом Грузоном в 1856 году, позже была выкуплена компанией Friedrich Krupp AG, после чего стала важным машиностроительным и оборонным предприятием Германии.

## Создание и развитие до 1886 г
Герман Грузон основал компанию 1 июня 1855 года в Букау близ Магдебурга, у слияния рек Зюльце и Эльбе, и дал название «Верфь и машиностроительный завод на Эльбе», а также чугунолитейный завод. Вскоре предприятие было переименовано в «Машинный завод и судостроительный цех Х. Грузона Букау-Магдебург». Вскоре после этого молодая компания оказалась в сложной ситуации из-за торгового кризиса 1850-х гг. После закрытия судостроительной отрасли на Эльбе верфь также прекратила свою деятельность в 1858 г. из-за отсутствия заказов. После этого компания Gruson сосредоточилась на чугунолитейном производстве и разработок методов повышения прочности чугуна. Смесь различных типов предельного чугуна давала очищенный чугун большей прочности и, таким образом, делала материал пригодным для использования в корабельных и машинных частях, ранее изготовленных из кованого железа или стали. Твердое литье, разработанное Грузонскими заводами, имело большое значение для развития машиностроения и железных дорог в Германии. Так была построена Магдебург-Хальберштадтская железная дорога с использованием изделий Грузонского завода.
Компания также успешно развила способ англо-американского непрерывного литья для использования его в формах . Эта новая техника сделала метод, применяемый для изготовления только валов и железнодорожных колес, применимым и к другим областям. В 1858 году Grusonwerk приступил к изготовлению сердцевины и поперечных профилей железнодорожных путей из закаленного чугуна. Благодаря этому компания получила значительные заказы и стала известна во всем мире.
В середине 1860-х на заводе работало около 250 рабочих. Первоначальные размеры завода были слишком малы. Поэтому в период между 1869—1872 годами на железнодорожной линии Магдебург — Хальберштадт был построен новый завод. В 1859 году в компании начались забастовки, и, учитывая рост рабочего движения, Генрих Грюсон решил увеличить заработную плату.
В 1882 году компания Grusonwerk приобрела пресс горячего свинца для кабельной оболочки. Помимо охлажденного чугуна и стали, в производство завода входили дробильные и рудо-перерабатывающие заводы, прокатные станы для всех металлов, заводы для цементных и щебеночных заводов, крановые и транспортные заводы, пороховые заводы и соляные мельницы.

### Оборонная промышленность
Для развития Грузонского завода решающее значение имело оружейно-техническая сфера, в особенности разработка литого снаряда. У нового снаряда была высокая пробивная способность, что позволяла ему пробивать обычную кованую броню лучше, чем стальная булава в своё время.
После 1860 года компания получила от прусских военных обширные заказы на вооружение, например, в 1865 году на производство пушечных снарядов. В мае 1866 года вновь сконструированные снаряды преуспели в испытательной стрельбе в Майнце против артиллерийской стойки для сухопутных укреплений, сконструированных Максом Шуманом. Сравнительная стрельба из пушек Грусона по английскиматойкам на Берлин-Тегелерском стрельбище в 1868 году также показала явное превосходство немецких фабрик. В 1869 году компания в Тегеле представила прусскому военному министру и высокопоставленным военным лицам германии свою первую литую броню. Необходимо было расширение производства, и с 1869 по 1871 год на Мариенштрассе были другие заводские помещения. В танжерхютте Grusonwerk построил десятикилометровую стрелковую площадку для испытаний и демонстрации собственных орудий в 1888 году. в начале франко-германской войны 1870 года завод выпускал лафеты для 21-см орудий.
Начиная с 1873 года компания Gruson разрабатывала поворотные башни из закаленного чугуна, а также в сотрудничестве с Schumann так называемые каретки с минимальным пазом , которые также производил завод. Начиная с 1882 г., пушечный лафет Шумана получила дальнейшее развитие, как подходящая броневая конструкция для крепостей и была продемонстрирована в 1885 г. во время стрельб в Бухаресте. Также были разработаны скорострельные пушки малого и среднего калибра. В 1885 году на стрельбах в Бухаресте так же присутствовали французские конструкторы-артиллеристы. Башня Gruson-Schumann превосходила французскую, и в результате этих показательных стрельб завод Gruson получил важные заказы на бронированные башни не только из Германии, но и из Бельгии, Голландии, Австрии и Румынии.
Grusonwerk также изготовил подвижную бронированную башню, так называемый Fahrpanzer, и первые бронированные башни для немецких укреплений. Например, с 1871 года в устье Везера было построено несколько фортов с вращающимися бронированными башнями для защиты побережья . Кроме того, для итальянского военно-морского порта Ла Специя были изготовлены бронированные башни и орудийные стойки. Разработка и строительство орудий потребовали расширения завода.
Таким образом, Grusonwerk с его бронированными башнями и компания Krupp со своими пушками долгие годы доминировали на мировом рынке.

## Основание акционерного общества и история до 1893 г.
В 1886 году компания была преобразована в акционерное общество, которое было внесено в торговый реестр под названием Grusonwerk AG Buckau . В 1887 году в новом литейном цехе началось производство литой стали.
После того, как в 1892 году было подписан договор о передаче компании с Essen Friedrich Krupp AG, в 1893 году она была продана Krupp AG. Отныне компания называлась Friedrich Krupp AG Grusonwerk.

## История с 1893 по 1945 год
После приобретения Grusonwerk AG Buckau, Фридрих Альфред Крупп прокомментировал это следующим образом:
«Производство бронированных турелей было абсолютной необходимостью для моей компании, но я знал, что на мировом рынке нет места для двух немецких заводов производящих товары в этой области. Я оказал бы своему отечеству медвежью услугу, если бы парализовал процветающую фабрику со всеми её рабочими и чиновниками подавляющей силой капитала; Я предпочел купить его и думаю, что это решение впоследствии будет благом как для Grusonwerk, так и для меня».
Впоследствии все производство бронированных турелей и крупнокалиберных орудий на заводе в Магдебурге было перенесено на главный завод Krupp в Эссене. 30 июня 1903 года название было изменено на Fried. Krupp AG Grusonwerk, 27 июня 1923 г. ещё один в Fried. Krupp Grusonwerk AG Magdeburg.
В 1922 году здание в качестве официальной резиденции завода было построено по адресу Schönebecker Strasse 69-72.

### Ассортимент продукции
Krupp продолжил производственную программу Grusonwerk AG Buckau и расширил её, включив в неё обогатительные и прокатные станы, оборудования металлургических заводов и заводов по переработке руды, а также оборудование смесительные заводы для химической промышленности. Кроме того, выпускались колеса и колесные пары для машиностроительной отрасли, шлюзы и оборудования используемое на плотинах для гидротехники, подъемники (краны) и конвейерные ленты, полное оборудование для замешивания цемента, гипса, системы классификации для переработки угля различных видов, системы измельчения и смешивания угля, оборудование для соляных заводов и заводов по производству хлорированного калия, машины для производства кабелей и тросов, машины для обработки резины, асбеста и ячеистого рога, машины для кабельных работ, для производства линолеума, для обработки из сизаля конопли, для экстракции растительных масел, тюков, машин для очистки кофе, прокатных станов сахарного тростника, мельниц для сельского хозяйства и торговли, а также сортировочных заводов.
Ещё в годы Первой мировой войны был разработан и испытан танк, вероятно, на базе A7V.
В 1930 году Grusonwerk произвел первые прототипы Panzer I, позже Panzer IV (до конца 1941 года был единственным производителем) и, используя шасси PzKpfw IV и опыт его разработки создал Sturmgeschütz IV и Dicker Max, и множество различных бронеавтомобилей (Sd.Kpf).
В 1944 году завод стал жертвой масштабных бомбардировок, но смог сохранить объём производства. Часть производства была передана на аутсорсинг, например, United Ost- und Mitteldeutsche Zement AG в Нинбурге (Заале) изготовила планетарные редукторы для танков, а производитель сельскохозяйственной техники W. Siedersleben в Бернбурге — системы вентиляции. Однако в конце войны производительность труда сильно снизилась из-за нехватки рабочей силы и сырья. Рабочие сдались американцам, во время их вторжения.

## После 1945 года
В конце Второй мировой войны около 80 процентов завода было разрушено, и Советское военное управление в Германии (SMAD) взяло на себя управление. Почти половина оставшихся систем была демонтирована. 1 ноября 1946 года название было изменено на Maschinenfabrik Krupp-Gruson компании Soviet Mechanical Engineering AG (SAG), и был назначен советский генеральный директор. 1 мая 1951 года завод был преобразован в государственное staatliche AG für Maschinenbau, Zweigniederlassung in Deutschland,Schwermaschinenbau «Ernst Thälmann» Magdeburg. 1 января 1954 года предприятие было преобразовано в VEB Schwermaschinenbau «Ernst Thälmann», Magdeburg-Buckau.. EB Schwermaschinenbau-Kombinates «Ernst Thälmann» (SKET) была основана 1 января 1969 года.
После объединения Германии бывшие комбайновые компании были выделены в общества с ограниченной ответственностью с начала 1990 года, а в 1993 году Treuhand приватизировал эти компании.